# USS San Juan (SSN-751)
Za druga plovila z istim imenom glejte USS San Juan.
USS San Juan (SSN-751) je jedrska jurišna podmornica razreda los angeles.

## Zgodovina
To je prva podmornica svojega razreda, ki je imela že ob gradnji dodane številne izboljšave.
19. marca 1998 je San Juan trčil s podmornico USS Kentucky (SSBN-737); nobena podmornica ni bila resno poškodovana in noben član posadke poškodovan.